# Den stora skogsstriden 1922–1923
Den stora skogsstriden under avverkningssäsongen 1922–1923 var en strejk- och blockadaktion för högre löner i landets viktigaste drivningsdistrikt. Den började som ett antal mindre konflikter, de flesta på initiativ av Svenska skogs- och flottningsarbetareförbundet, efter att organisationens kongress i oktober uppsatt ett förslag till grundavtal. Arbetsgivarna hade emellertid i efterdyningarna av efterkrigsdepressionen föresatt sig att lönerna skulle hållas på en fortsatt låg nivå och gav inte med sig. Konflikten spred sig därefter till att omfatta såväl reformistiskt som syndikalistiskt organiserade skogsarbetare i Härjedalen, Hälsingland, södra Jämtland, Medelpad och Ångermanlands drivningsdistrikt. Vid sidan om och med andra krav än den stora striden fördes också en mindre av 1400 syndikalistiskt organiserade arbetare i form av blockad av all avverkning och utforsling av virke från skogen utmed Piteälven.
Den stora skogsstriden säsongen 1922-23 var den första stora strid som Norrlands skogsarbetare reste mot skogsbolagen, men den slutade huvudsakligen i nederlag för arbetarsidan. Från syndikalistiskt håll noterade man en ökning av medlemsantalet inom skogsbruket, samt ett ökat intresse för registermetoden, vilket man ansåg bero på den reformistiska organisationens bristande stridstaktik.